# Lichtensteiniana
Lichtensteiniana  is een geslacht van vlinders uit de familie van de Houtboorders (Cossidae). De wetenschappelijke naam en de beschrijving van dit geslacht zijn voor het eerst gepubliceerd in 2015 door Wofram Mey. Het geslacht is vernoemd naar de Duitse zoöloog Martin Lichtenstein.
De soorten van dit geslacht komen voor in Namibië en Zuid-Afrika.

## Soorten
- Lichtensteiniana aloides Mey, 2015
- Lichtensteiniana brandbergensis Mey, 2015
- Lichtensteiniana fuscoalaria Mey, 2015
- Lichtensteiniana maritima Mey, 2016
- Lichtensteiniana orania Mey, 2016
- Lichtensteiniana punctulata (Walker, 1856)
- Lichtensteiniana strigulata (Gaede, 1930)
- Lichtensteiniana tessellatus (Clench, 1959)